# NGC 720
NGC 720 (други обозначения – MCG -2-5-68, PGC 6983) е елиптична галактика (E5) в съзвездието Кит.
Обектът присъства в оригиналната редакция на „Нов общ каталог“.